# Áed Uaridnach
Áed Uaridnach ou Áed Allán mac Domnaill Ard ri Érenn de 604 à 612. Il est, avec Áed mac Ainmerech, l'une des deux identifications possible du « Aíd Olláin » du Baile Chuinn Chétchathaig.

## Origine et famille
Áed Uaridnach était le fils de Domnall Illchelgach († 566) et le petit-fils de Muirchertach Mac Ercae (mort en 534). Son père est considéré par les Listes royales comme Ard Ri Érenn conjoint et son grand-père est reconnu comme un des premiers souverains du Cenél nEógain, le principal clan des Uí Neill du Nord. Les traditions généalogiques identifient sa mère à Brig comme la fille d’un certain Archa ou Orcha mac Cairthind et nomment comme ses frères Eochaid († 572) et Colcu († 580).
Son surnom Uaridnach, qu'on peut traduire par « frissonnant de maladie » ou de manière plus plausible par « lance froide », lui a été donné par les historiens irlandais du Moyen Âge pour le différencier de son homonyme, le célèbre Áed Allán mac Fergaille.
Áed Uaridnach est issu du Cenél nEógain, une branche des Uí Néill, qui donne son nom à Inishowen c'est-à-dire « Inis Eóghain » une péninsule du Donegal au comté de Tyrone c'est-à-dire « Tír Eoghain ». À cette époque son territoire se limite à Inishowen et à une partie du bassin du Foyle ; Tyrone sera conquis seulement plus tard.

## Ard rí Érenn
Áed Uaridnach devint Ar ri Érenn en 604 après le double meurtre des deux rois conjoints : Áed Sláine éponyme du Síl nÁedo Sláine et Colmán Rímid du Cenél nEógain. Du fait de la situation périphérique du Cenél nEógain, son accession au trône n'a été rendue possible que grâce à l'appui du Cenél Conaill des Uí Néill du nord, son voisin de l'ouest et aussi des autres clans des Uí Néill des midlands au sud.
Une telle collaboration contre les autres n'empêchait pas les luttes intestines entre les nombreuses branches rivales de la prolifique parenté Uí Néill. Même au sein de Cenél nEógain il y avait une rivalité, et bientôt une querelle, entre les descendants du grand-père Uaridnach Áed, Mac Ercae, et ceux de Feradach frère de ce dernier. À la fin du VIe siècle et jusqu'à la mort Áed Uaridnach en 612, le Cenél Maic Ercae était dominant au sein de Cenél nEógain, après 612 le Cenél Feradaig est prédominant et le reste pendant près d'un siècle, jusqu'à l'accession au trône de Fergal mac Maele Duin l'arrière petit-fils d'Áed Uaridnach, à la royauté de Cenél nEógain peu après 700.
Au début du règne d'Áed Uaridnach comme roi du Cenél nEógain après la mort en 604 de son cousin germain, Colmán Rímid, l'hégémonie des Uí Néill était sous la grave menace des attaques contre Brega initiées par Brandub mac Echach le roi de Leinster. Cette menace était encore amplifiée par le conflit permanent entre Uí Néill de Brega et ceux du royaume de Mide.
En 604 les deux co-rois de Tara, Colmán Rímid du Cenél nEógain et Áed Sláine, le roi de Brega, sont tués par d'autres Uí Néill. En 605, cependant les annales relèvent la défaite de Brandub contre les Uí Néill, une entrée exceptionnelle en cela décrit les Uí Néill comme une force coercitive. Les Annales d'Ulster notent la Bataille de Slaebre au cours de laquelle Brandud mac Eochu roi de Leinster est vaincu par les Ui Neill i.e Aed Uaridnach qui régnait à cette époque. Par contre, selon les Annales de Clonmacnoise, le règne d'Áed Uaridnach comme Ard ri Erenn commence après cette bataille. Áed Uaridnach était sans doute le chef des armées de la coalition Uí Néill. L'ancienneté de cette entrée est incertaine, mais il semble qu'elle reflète la réalité, particulièrement parce qu'elle ne date pas le début du règne d'Áed de la mort de ses prédécesseurs en 604, la reconnaissance d'un interrègne est un symptôme d'authenticité.
Aucun événement, sauf sa mort, n'est relevé pour le reste du règne d'Áed Uaridnach  bien que dans une liste des rois de Tara du VIIe siècle le Baile Chuinn il soit nommé « le suprêmement noble Áed qui forgera en frappant ». Selon T. M. Charles-Edwards il serait mort dans son lit en 612.

## Union et postérité
Áed Uaridnach épouse Dammat fille de Murchad a Luirg dans le nord du Roscommon qui est considérée comme la mère de son fils :
- Máel Fithrich († 630)[6] éponyme du Síl Maíle Fithrig dont sont issus les rois d’Ailech ultérieurs. On note également un autre de ses fils  ;
- Dáire († 624)[7].

## Sources
- (en) Edel Bhreatnach, Editor Four Courts Press for The Discovery Programme Dublin (2005)  (ISBN 1851829547)The kingship and landscape of Tara. Le « Cenél nÉogain », Table 5 p. 348-349.
- (en) T. M. Charles-Edwards « Áed Uaridnach mac Domnaill [Áed Allán mac Domnaill] (d. 612), high-king of Ireland », Oxford Dictionary of National Biography, Oxford University Press, 2004.